# I Only Have Eyes for You
«I Only Have Eyes for You» — песня о любви, написанная композитором Гарри Уорреном и поэтом Элом Дубином для американского фильма 1934 года Dames. В фильме её исполняли Дик Пауэлл и Руби Килер.
По данным журнала «Билборд», в 1934 году в исполнении Бена Селвина песня была на 2 месте в США.
Потом песня ещё несколько раз звучала в разных фильмах и в мюзикле «42-я улица».
В 1959 году песня была записана и издана как сингл мужской вокальной группой Flamingos и стала одним из самых больших хитов в их карьере. Сингл добрался до 3 места в ритм-н-блюзовом чарте американского журнала «Билборд» и до 11 места в чарте Billboard Hot 100. Песня также вошла в дебютный альбом группы, который назывался Flamingo Serenade.
В октябре 1975 года версия этой песни в исполнении Арта Гарфанкеля провела две недели на 1 месте в Великобритании (в UK Singles Chart). Это был его первый сольный хит в Великобритании. В США Гарфанкел добрался с ней до 18 места в Billboard Hot 100 и до 1 места в чарте Adult Contemporary того же журнала.
В 2004 году журнал Rolling Stone поместил песню «I Only Have Eyes for You» в исполнении группы Flamingos на 157 место своего списка «500 величайших песен всех времён». В списке 2011 года песня находится на 158 месте.
Кроме того, песня «I Only Have Eyes For You» в исполнении группы Flamingos входит в составленный Залом славы рок-н-ролла список 500 Songs That Shaped Rock and Roll.
В 2003 году сингл группы Flamingos с этой песней (1959 год, End Records) был принят в Зал славы премии «Грэмми».